# Ib Birkedal Hansen
Niels Rasmus Ib Birkedal Hansen (født 17. oktober 1909 i Garnisons Sogn, København, død ved henrettelse 20. juli 1950 København) var under 2. verdenskrig den højst placerede dansker i Gestapo. Han var chef for de københavnske stikkere og var en berygtet forhørsleder. Dette gjorde ham blandt medlemmer af den danske modstandsbevægelse til en frygtet og hadet skikkelse.
Ib Birkedal Hansen blev født som søn af premierløjtnant (senere grosserer i Århus) Johannes Frederik Birkedal Hansen (født 1875 i Fuglse Sogn, Maribo Amt) og hustru Anna Asta Eliesa (født Nielsen 1879 i Vor Frelsers sogn, Kbh) og fik realeksamen i 1924. Efter en periode som sømand forsøgte han sig med en række fejlslagne forretninger. På sin fødselsdag 17. oktober 1934 blev han i Åby sogn, Århus Amt gift med Mette Kirstine Nielsine (født Rasmussen 1904, Vor Frue sogn, Århus) og parret fik en datter året efter. I 1939 blev han idømt tre måneders betinget fængsel for bedrageri. I sommeren 1940 rejste han til Tyskland for at søge arbejde. Her opholdt han sig frem til 1943 og arbejdede bl.a for Gestapo i Hamborg. I 1943 blev Ib Birkedal Hansen tolk for Gestapo i København. Han steg hurtigt i graderne og fik efterhånden en fast gruppe af medarbejdere omkring sig, Birkedalgruppen. Gruppens opgave var at opspore og afhøre eller dræbe danske modstandsfolk. Under afhøringerne benyttede Ib Birkedal Hansen sig af systematisk og voldsom brug af tortur, og gruppens effektivitet og brutalitet gjorde den meget berygtet. Efter krigen ansloges det, at Birkedalgruppen var involveret i omkring 60% af anholdelserne af danske modstandsfolk.
Efter befrielsen blev Ib Birkedal Hansen eftersøgt i hele Europa og i 1947 pågrebet i Tyskland som det sidste medlem af Birkedalgruppen på fri fod. De fleste af gruppens medlemmer blev dømt til lange fængselsstraffe eller henrettelse. Under retsopgøret forsøgte Ib Birkedal Hansen at påberåbe sig sindssyge, for på den måde at opnå straffrihed. I forbindelse med mentalobservation til brug for retssagen, sad Ib Birkedal Hansen på Vestre Fængsels Sygeafdeling og blev tiltagende ejendommelig. Efterhånden var der bred enighed om at han var sindssyg, men det vurderedes samtidig, at han ikke havde været det tidligere og at det muligvis var hans 'skuespil' der efterhånden havde bragt ham ud i mental ubalance, hvorfor han blev fundet egnet til almindelig straf. I 1948 blev Ib Birkedal Hansen dødsdømt og i 1950 som den sidste i Danmark henrettet ved skydning i Henrettelsesskuret på Christianshavn. Ib Birkedal Hansen efterlod sig hustruen Lizzie Grethe (født Jackobsen 1921 i Frihavns Sogn, Kbh,) og to børn. Parret var blevet gift i 7. april 1943 i Sankt Thomas Sogn på Frederiksberg.